# BAFTA de Melhor Comédia Roteirizada
O BAFTA de melhor comédia roteirizada (em inglês: British Academy Television Award for Best Scripted Comedy) é concedido anualmente como parte do British Academy Television Awards. De acordo com a Academia Britânica de Cinema e Televisão, a categoria "abrange tanto sitcoms quanto programas de esquetes cômicos com roteiro". O prêmio foi entregue pela primeira vez de 1973 a 1980. A categoria retornou em 2000.

## Vencedores e indicados

### 1973-1980
| Ano  | Título                                | Destinatário(s)                | Emissora |
| ---- | ------------------------------------- | ------------------------------ | -------- |
| 1973 | My Wife Next Door                     | Graeme Muir                    | BBC One  |
| 1973 | Dad's Army                            | David Croft                    | BBC One  |
| 1973 | Till Death Us Do Part                 | Dennis Main Wilson             | BBC One  |
| 1974 | Whatever Happened to the Likely Lads? | James Gilbert                  | BBC One  |
| 1974 | Dad's Army                            | David Croft                    | BBC One  |
| 1974 | Last of the Summer Wine               | James Gilbert                  | BBC One  |
| 1974 | Some Mothers Do 'Ave 'Em              | Michael Mills                  | BBC One  |
| 1975 | Porridge                              | Sydney Lotterby                | BBC One  |
| 1975 | Dad's Army                            | David Croft                    | BBC One  |
| 1975 | Whatever Happened to the Likely Lads? | Bernard Thompson               | BBC One  |
| 1975 | Some Mothers Do 'Ave 'Em              | Michael Mills                  | BBC One  |
| 1976 | Fawlty Towers                         | John Howard Davies             | BBC Two  |
| 1976 | Some Mothers Do 'Ave 'Em              | Michael Mills                  | BBC One  |
| 1976 | Porridge                              | Sydney Lotterby                | BBC One  |
| 1976 | The Good Life                         | John Howard Davies             | BBC One  |
| 1977 | Porridge (Especial)                   | Sydney Lotterby                | BBC One  |
| 1977 | The Good Life                         | John Howard Davies             | BBC One  |
| 1977 | Are You Being Served?                 | David Croft                    | BBC One  |
| 1977 | The Fall and Rise of Reginald Perrin  | Gareth Gwenlan                 | BBC One  |
| 1977 | Two's Company                         | John Reardon                   | ITV      |
| 1978 | Rising Damp                           | Ronnie Baxter                  | ITV      |
| 1978 | The Good Life                         | John Howard Davies             | BBC One  |
| 1978 | The Fall and Rise of Reginald Perrin  | Gareth Gwenlan                 | BBC One  |
| 1978 | Porridge                              | Sydney Lotterby                | BBC One  |
| 1979 | Going Straight                        | Sydney Lotterby                | BBC One  |
| 1979 | The Fall and Rise of Reginald Perrin  | Gareth Gwenlan                 | BBC One  |
| 1979 | Two's Company                         | Humphrey Barclay, John Reardon | ITV      |
| 1979 | Rising Damp                           | Vernon Lawrence                | ITV      |
| 1980 | Fawlty Towers                         | Douglas Argent, Bob Spiers     | BBC Two  |
| 1980 | Last of the Summer Wine               | Sydney Lotterby                | BBC One  |
| 1980 | The Fall and Rise of Reginald Perrin  | Gareth Gwenlan                 | BBC One  |
| 1980 | To the Manor Born                     | Gareth Gwenlan                 | BBC One  |

### 2000-2009
| Ano  | Título                    | Destinatário(s)                                                     | Emissora     |
| ---- | ------------------------- | ------------------------------------------------------------------- | ------------ |
| 2000 | The Royle Family          | Kenton Allen, Caroline Aherne, Craig Cash                           | BBC One      |
| 2000 | Spaced                    | Gareth Edwards, Nira Park, Edgar Wright                             | Channel 4    |
| 2000 | Dinnerladies              | Geoff Posner, Victoria Wood                                         | BBC One      |
| 2000 | The Vicar of Dibley       |                                                                     | BBC One      |
| 2001 | Black Books               | Nira Park, Graham Linehan, Dylan Moran                              | Channel 4    |
| 2001 | Blackadder                | Peter Bennett-Jones, Sophie Clarke-Jervoise, Paul Weiland           | BBC One Sky1 |
| 2001 | One Foot in the Grave     | Jonathan P. Llewellyn, Christine Gernon, David Renwick              | BBC One      |
| 2001 | The Royle Family          | Kenton Allen, Caroline Aherne, Craig Cash                           | BBC One      |
| 2002 | The Office                | Anil Gupta, Ash Atalla, Ricky Gervais, Stephen Merchant             | BBC Two      |
| 2002 | Gimme Gimme Gimme         | Francis Matthews, Tristram Shapeero, Jonathan Harvey                | BBC One      |
| 2002 | Happiness                 | David Cummings, Declan Lowney, Rosemary McGowan, Paul Whitehouse    | BBC Two      |
| 2002 | Spaced                    | Nira Park, Edgar Wright, Jessica Stevenson, Simon Pegg              | Channel 4    |
| 2003 | The Office                | Anil Gupta, Ash Atalla, Ricky Gervais, Stephen Merchant             | BBC Two      |
| 2003 | The Book Group            | Annie Griffin, Anita Overland                                       | Channel 4    |
| 2003 | Phoenix Nights            | Peter Kay, Henry Klejdys, Phil McIntyre                             | Channel 4    |
| 2003 | My Family                 | My Family                                                           | BBC One      |
| 2004 | The Office                | Anil Gupta, Ash Atalla, Ricky Gervais, Stephen Merchant             | BBC One      |
| 2004 | Hardware                  | Margot Gavan Duffy, Ben Kellett, Simon Nye                          | ITV          |
| 2004 | Marion and Geoff          | Hugo Blick, Rob Brydon, Henry Normal                                | BBC Two      |
| 2004 | Peep Show                 | Phil Clarke, Andrew O'Connor                                        | Channel 4    |
| 2005 | Black Books               | Nira Park, Martin Dennis, Dylan Moran                               | Channel 4    |
| 2005 | Nighty Night              | Nighty Night                                                        | BBC Three    |
| 2005 | Green Wing                | Victoria Pile, Tristram Shapeero, Dominic Brigstocke                | Channel 4    |
| 2005 | The Vicar of Dibley       | The Vicar of Dibley                                                 | BBC One      |
| 2006 | The Thick of It           | The Thick of It                                                     | BBC Four     |
| 2006 | Extras                    | Charlie Hanson, Ricky Gervais, Stephen Merchant                     | BBC Two      |
| 2006 | Peep Show                 | Robert Popper, Tristram Shapeero, Sam Bain, Jesse Armstrong         | Channel 4    |
| 2006 | The Worst Week of My Life | Mario Stylianides, Mark Bussell, Justin Sbresni                     | BBC One      |
| 2007 | The Royle Family          | Caroline Aherne, Craig Cash, John Rushton, Phil Mealey              | BBC One      |
| 2007 | Green Wing                | Victoria Pile, Dominic Brigstocke, Tristram Shapeero, Robert Harley | Channel 4    |
| 2007 | The IT Crowd              | Graham Linehan, Ash Atalla, Jamie Glazebrook, Barbara Wiltshire     | Channel 4    |
| 2007 | Pulling                   | Sharon Horgan, Dennis Kelly, Phil Bowker, Tristram Shapeero         | BBC Three    |
| 2008 | Peep Show                 | Sam Bain, Jesse Armstrong, Robert Popper, Becky Martin              | Channel 4    |
| 2008 | Benidorm                  | Derren Litten, Kevin Allen, Geoffrey Perkins                        | ITV          |
| 2008 | The IT Crowd              | Graham Linehan, Ash Atalla, Jamie Glazebrook, Barbara Wiltshire     | Channel 4    |
| 2008 | The Thick of It           | The Thick of It                                                     | BBC Four     |
| 2009 | The IT Crowd              | Graham Linehan, Richard Boden, Ash Atalla                           | Channel 4    |
| 2009 | The Inbetweeners          | The Inbetweeners                                                    | E4           |
| 2009 | Outnumbered               | Andy Hamilton, Guy Jenkin                                           | BBC One      |
| 2009 | Peep Show                 | Sam Bain, Jesse Armstrong, Becky Martin, Izzy Mant                  | Channel 4    |

### 2010-2019
| Ano  | Título                 | Destinatário(s)                                                       | Emissora     |
| ---- | ---------------------- | --------------------------------------------------------------------- | ------------ |
| 2010 | The Thick of It        | Armando Iannucci, Adam Tandy                                          | BBC Two      |
| 2010 | The Inbetweeners       | Damon Beesley, Iain Morris, Ben Palmer, Christopher Young             | E4           |
| 2010 | Miranda                | Jo Sargent, Nerys Evans, Juliet May, Miranda Hart                     | BBC One      |
| 2010 | Peep Show              | Sam Bain]], Jesse Armstrong, Phil Clarke, Becky Martin                | Channel 4    |
| 2011 | Rev.                   | Rev.                                                                  | BBC Two      |
| 2011 | Mrs. Brown's Boys      | Stephen McCrum, Martin Delany, Ben Kellett, Brendan O'Carroll         | BBC One      |
| 2011 | Peep Show              | Phil Clarke, Becky Martin, Sam Bain, Jesse Armstrong                  | Channel 4    |
| 2011 | The Trip               | Steve Coogan, Rob Brydon, Michael Winterbottom                        | BBC Two      |
| 2012 | Mrs. Brown's Boys      | Martin Delaney]], Ben Kellett, Stephen McCrum, Brendan O'Carroll      | BBC One      |
| 2012 | Fresh Meat             | Jesse Armstrong, Sam Bain, Judy Counihan, Rhonda Smith                | E4           |
| 2012 | Friday Night Dinner    | Kenton Allen, Steve Bendelack, Caroline Leddy, Robert Popper          | Channel 4    |
| 2012 | Rev.                   | Rev.                                                                  | BBC Two      |
| 2013 | Twenty Twelve          | John Morton, Paul Schlesinger, Catherine Gosling Fuller, Jon Plowman  | BBC Two      |
| 2013 | Episodes               | David Crane, Jeffrey Klarik, Jimmy Mulville                           | BBC Two      |
| 2013 | Hunderby               | Julia Davis, Tony Dow, John Rushton                                   | Sky Atlantic |
| 2013 | The Thick of It        | Armando Iannucci, Adam Tandy                                          | BBC Two      |
| 2014 | Him & Her              | Kenton Allen, Stefan Golaszewski, Lyndsay Robinson, Richard Laxton    | BBC Three    |
| 2014 | Count Arthur Strong    | Steve Delaney, Graham Linehan, Richard Boden                          | BBC Two      |
| 2014 | The IT Crowd           | Graham Linehan, Richard Boden                                         | Channel 4    |
| 2014 | Toast of London        | Kate Daughton, Arthur Mathews, Matt Berry, Michael Cumming            | Channel 4    |
| 2015 | Detectorists           | Mackenzie Crook, Adam Tandy                                           | BBC Four     |
| 2015 | Harry & Paul           | Harry Enfield, Paul Whitehouse, Ed Bye, Bradley Adams                 | BBC Two      |
| 2015 | Moone Boy              | Chris O'Dowd, Nick Vincent Murphy, Ted Dowd, Ian Fitzgibbon           | Sky1         |
| 2015 | The Wrong Mans         | Jim Field Smith, Mathew Baynton, James Corden, Mark Freeland          | BBC Two      |
| 2016 | Peter Kay's Car Share  | Peter Kay, Gill Isles, Sian Gibson, Paul Coleman                      | BBC One      |
| 2016 | Chewing Gum            | Chewing Gum                                                           | E4           |
| 2016 | Peep Show              | Jesse Armstrong, Sam Bain, Becky Martin, Hannah Mackay                | Channel 4    |
| 2016 | People Just Do Nothing | People Just Do Nothing                                                | BBC Three    |
| 2017 | People Just Do Nothing | People Just Do Nothing                                                | BBC Three    |
| 2017 | Camping                | Julia Davis, Ted Dowd                                                 | Sky Atlantic |
| 2017 | Fleabag                | Fleabag                                                               | BBC Three    |
| 2017 | Flowers                | Will Sharpe, Naomi de Pear, Diederick Santer, Jane Featherstone       | Channel 4    |
| 2018 | This Country           | Daisy May Cooper, Charlie Cooper, Tom George, Simon Mayhew-Archer     | BBC Three    |
| 2018 | Catastrophe            | Sharon Horgan, Rob Delaney, Ben Taylor, Jack Bayles                   | Channel 4    |
| 2018 | Chewing Gum            | Chewing Gum                                                           | E4           |
| 2018 | Timewasters            | Daniel Lawrence Taylor, Barunka O'Shaughnessy, Josh Cole, George Kane | ITV2         |
| 2019 | Sally4ever             | Sally4ever                                                            | Sky Atlantic |
| 2019 | Mum                    | Stefan Golaszewski, Richard Laxton, Kenton Allen, Georgie Fallon      | BBC Two      |
| 2019 | Derry Girls            | Lisa McGee, Michael Lennox, Caroline Leddy, Liz Lewin                 | Channel 4    |
| 2019 | Stath Lets Flats       |                                                                       | Channel 4    |

### 2020-presente
| Ano                      | Título                                                                                                   | Destinatário(s)                                        | Emissora  |
| ------------------------ | --- | ------------------------------------------------------ | --------- |
| 2020                     | Stath Lets Flats                                                                                         | Jamie Demetriou, Tom Kingsley, Seb Barwell, Ash Atalla | Channel 4 |
| 2020                     | Fleabag                                                                                                  | Fleabag                                                | BBC Three |
| 2020                     | Catastrophe                                                                                              | Sharon Horgan, Rob Delaney, Jim O'Hanlon, Toby Welch   | Channel 4 |
| 2020                     | Derry Girls                                                                                              | Lisa McGee, Liz Lewin, Caroline Leddy, Michael Lennox  | Channel 4 |
| 2021                     | |                                                        |           |
| Inside No. 9             | Adam Tandy, Steve Pemberton, Reece Shearsmith, Matt Lipsey, Guillem Morales                              | BBC Two                                                |           |
| Ghosts                   | Ghosts                                                                                                   | BBC One                                                |           |
| Man Like Mobeen          | Man Like Mobeen                                                                                          | BBC Three                                              |           |
| This Country             | Daisy May Cooper, Charlie Cooper, Tom George, Simon Mayhew-Archer                                        | BBC Three                                              |           |
| 2022                     | |                                                        |           |
| Motherland               | Holly Walsh, Helen Serafinowicz, Barunka O'Shaughnessy, Caroline Norris, Sharon Horgan, Clelia Mountford | BBC Two                                                |           |
| We Are Lady Parts        | We Are Lady Parts                                                                                        | Channel 4                                              |           |
| Stath Lets Flats         | Jamie Demetriou, Seb Barwell, Andrew Gaynord, Ash Atalla                                                 | Channel 4                                              |           |
| Alma's Not Normal        | Sophie Willan, Gill Isles, Andrew Chaplin, Nerys Evans                                                   | BBC Two                                                |           |
| 2023                     | |                                                        |           |
| Derry Girls              | Lisa McGee, Liz Lewin, Caroline Leddy, Michael Lennox, Brian J. Falconer, Jessica Sharkey                | Channel 4                                              |           |
| Am I Being Unreasonable? | Daisy May Cooper, Selin Hizli, Jonny Campbell, Pippa Brown, Jack Thorne                                  | BBC One                                                |           |
| Ghosts                   | | BBC One                                                |           |
| Big Boys                 | Jack Rooke, Jim Archer, Ash Atalla, Alex Smith, Bertie Peek                                              | Channel 4                                              |           |

## Vertambém
- Prêmio Emmy Internacional de melhor série de comédia
- Emmy do Primetime de melhor série de comédia